# Tootsie Roll

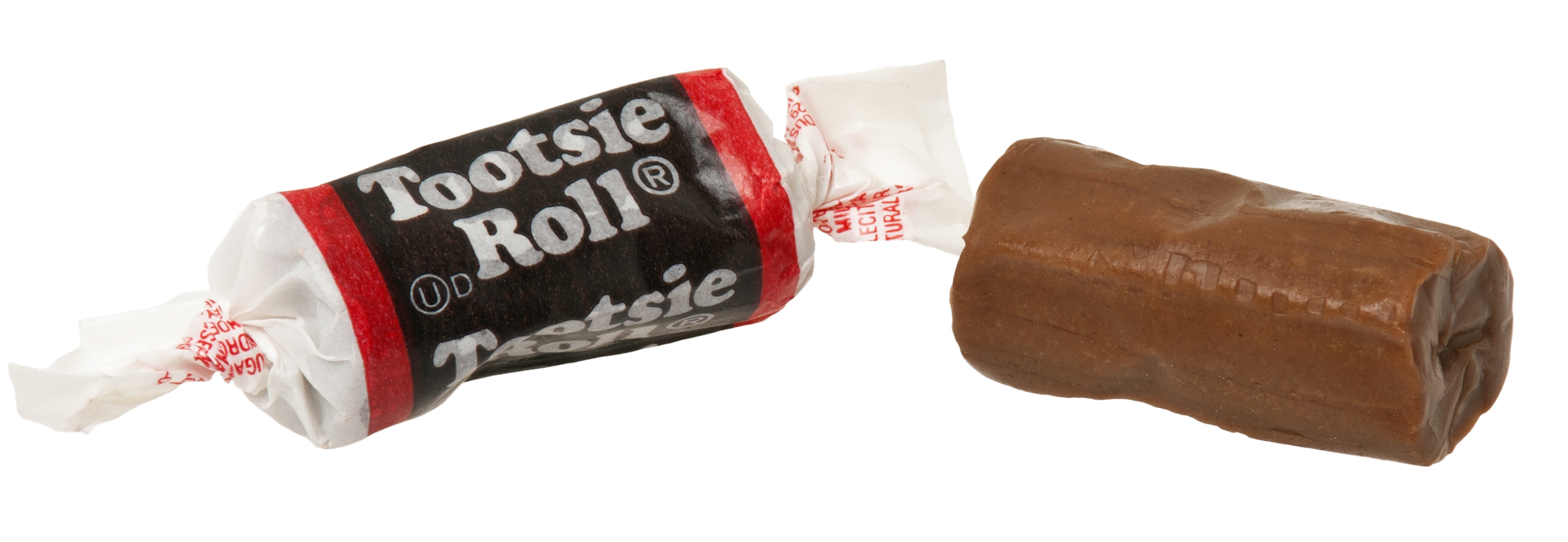
Un pequeño Tootsie Roll ("Midgee")

El Tootsie Roll es un caramelo masticable de chocolate fabricado en Estados Unidos. Tiene características tanto de un caramelo duro como de un chicle. No se derrite al transportarse durante los meses de verano. La fábrica, Tootsie Roll Industries, está localizada en Chicago, Illinois. Fue el primer caramelo en barra vendido individualmente en Estados Unidos.

## Historia

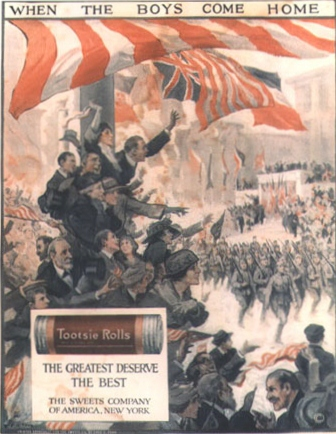
Un anuncio patriótico para Tootsie Roll durante la Primera Guerra Mundial

De acuerdo con la historia oficial de la compañía, el fundador Leo Hirshfield, un inmigrante austríaco hijo de un productor de caramelos de Austria, empezó en el sector trabajando en una pequeña tienda de dulces localizada en Manhattan (Nueva York) en 1896. Denominada inicialmente "Stern & Staalberg", sus propietarios eran Julius Stern y Jacob Saalberg. El primer caramelo que Hirschfield creó fue "Bromangelon Jelly Powder". Después de patentar una técnica para darles su textura única, inventó en 1907 el Tootsie Roll, cuyo nombre fue inspirado en el apodo de su hija Clara, a la que llamaban "Tootsie". 
Los primeros Tootsie Rolls fueron vendidos en septiembre de 1908. En 1917, Hirshfield ascendió a vicepresidente y se cambió el nombre de la compañía a "Sweets Company of America"; después de que Stern y Staalberg se retiraron y la nueva dirección lo superó, Hirschfield renunció o fue despedido en 1920. Estableció entonces "Mells Candy", pero esta empresa se declaró en quiebra, lo cual lo llevó a suicidarse el 13 de enero de 1922 en su habitación en el Hotel Monterrey de Manhattan, dejando la nota "Lo siento, pero no pude evitarlo". Hirschfield nunca dirigió una tienda de caramelos en Brooklyn.
En 1935, la compañía estaba en serios problemas; el principal proveedor de empaques de Tootsie Rolls, "Joseph Rubin & Sons of Brooklyn", preocupado por la posible pérdida de un importante cliente, decidió comprarla. La compañía era cotizada en la Bolsa de Nueva York, pero Bernard D. Rubin adquirió una lista de accionistas y se les acercó en persona para comprar sus acciones. La familia Rubin finalmente logró el control de Tootsie Roll y acordó que Bernard Rubin dirigiría la compañía como presidente. Bajo su dirección, la compañía pudo aumentar constantemente ventas y restaurar beneficios cambiando la fórmula del Tootsie Roll y aumentando su tamaño. Además, Rubin trasladó la compañía de Manhattan a una planta mucho más grande en Hoboken, Nueva Jersey, y manejó la compañía con éxito a través de los difíciles años de guerra durante los cuales las materias primas vitales eran escasas. Cuando murió en 1948, había aumentado el volumen de ventas doce veces.

Después de la muerte de Bernard Rubin, su hermano, William B. Rubin se convirtió en presidente hasta 1962, cuando la hija de William, Ellen Rubin Gordon tomó el control. A partir de agosto de 2015, es presidente y CEO de la empresa, después de haber sucedido a su difunto marido, Melvin Gordon, que fue presidente y CEO durante muchos años. 

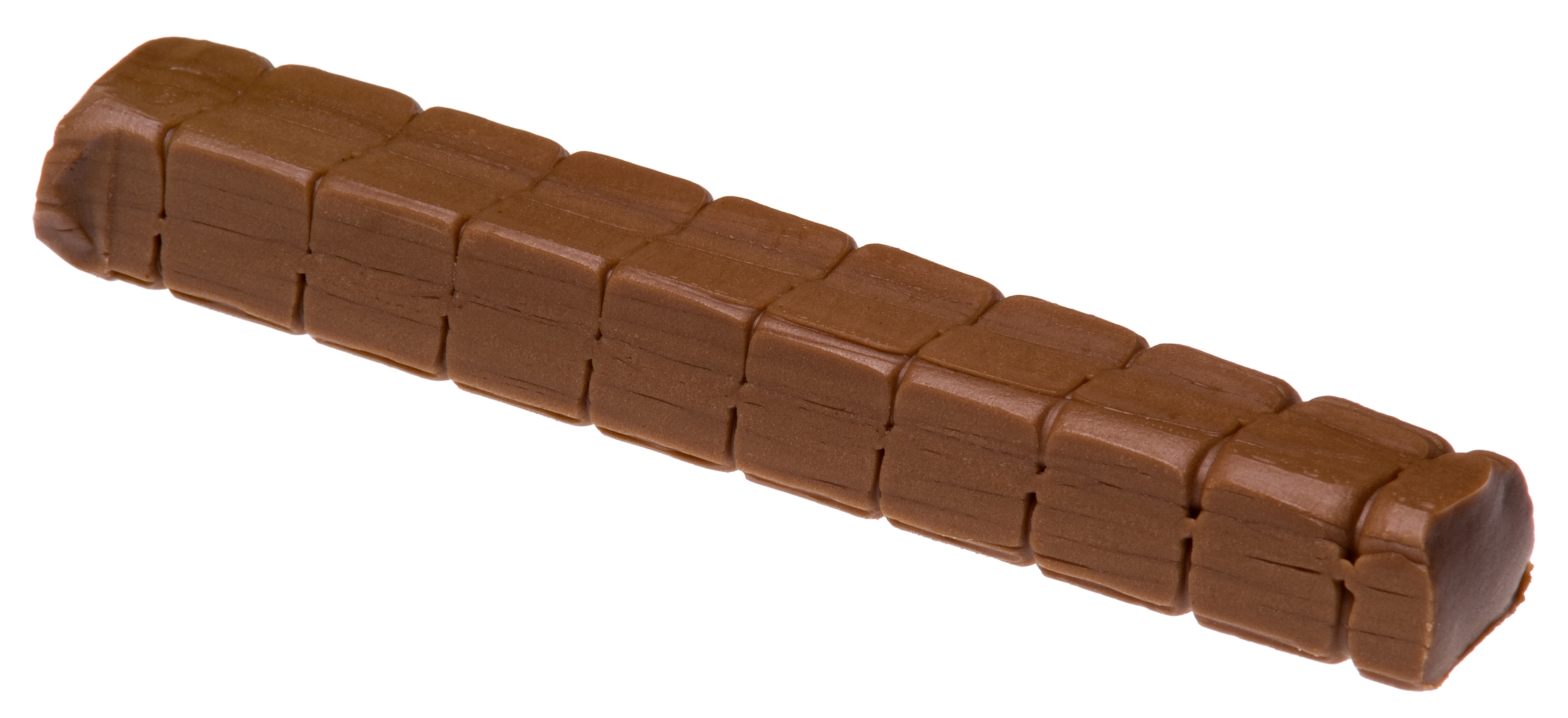
Una barra de Tootsie Roll

"Tootsie Roll Industries" (nombre a partir de 1966) es una de las más grandes fábricas de dulces. Aproximadamente 64 millones de unidades de Tootsie Roll son fabricados diariamente.
De acuerdo con la página de la compañía, la receta original (que sigue siendo la misma actualmente) exige la inclusión de una parte del lote de dulce del día anterior, un proceso de granulación que continúa hasta nuestros días. "Así que, hay (teóricamente) un poco del primer Tootsie Roll de Leo en cada uno de los sesenta y cuatro millones de Tootsie Rolls que Tootsie produce cada día".

### Guerra de Corea
Durante la Batalla del embalse de Chosin en 1950, las secciones de mortero bajo el Cuerpo de Marines de los Estados Unidos comenzaron a quedarse sin proyectiles de mortero. Los hombres de radio de estas secciones comenzaron a solicitar más proyectiles. Sin embargo, había demasiados emplazamientos antiaéreos enemigos cercanos y el riesgo de que pudieran perder los suministros transportados por el aire era demasiado grande, por lo que tuvieron que esperar. Después de dos días de espera, todas las secciones de morteros, se quedaron sin proyectiles. En este punto ordenaron accidentalmente cientos de cajas de Tootsie Rolls, en lugar de proyectiles de mortero. Esto se debió a que algunos elementos de los militares de los Estados Unidos habían utilizado "Tootsie Rolls" como código para los proyectiles de mortero.

## Anuncios

### "Captain Tootsie"
El "Captain Tootsie" fue un anuncio estilo cómic creado por Tootsie Roll en 1943 por Clarence C. Beck, Peter Costanza y Bill Schreider (de 1950 en adelante). El capitán Tootsie y su compañero, un niño llamado Rollo (un chico de cabello negro), y otros tres jóvenes llamados Fatso (un pelirrojo), Fisty (una niña de cabello castaño) y Sweetie (una chica de pelo rubio); tenían historietas en forma de tiras; los domingos de una página, tiras diarias en blanco y negro y dos ediciones de un cómic del mismo título publicado por Toby Press. El cómic publicitario fue presentado por muchos editores y en los periódicos. En el contexto de las historias, el capitán Tootsie era bastante fuerte y más rápido que cualquiera de sus enemigos. Sus historias eran ligeras y "amigables con los niños". Los anuncios de cómic del capitán Tootsie terminaron en los años cincuenta.

### Canción promocional
La canción de Tootsie Roll, "Whatever It Is I Think I See", fue grabada en Blank Tape Studios, Nueva York en 1976. Todavía se reproduce ocasionalmente hoy. Se emitió en la televisión regularmente durante más de 20 años, principalmente durante el sábado de programación de dibujos animados. Fue cantada por una niña de nueve años, Rebecca Jane, y un niño de 13 años, los hijos de músicos de jazz y amigos del compositor de la canción. La mujer todavía tiene la grabación original de cinta de audio de bobina a bobina.

## Ingredientes
Los ingredientes actuales de un caramelo Tootsie Roll en Estados Unidos son: azúcar, jarabe de maíz, aceite de soja parcialmente deshidrogenado, leche condensada descremada, cacao, suero de leche, lecitina de soja, y sabores naturales y artificiales.
En 2009, Los Tootsie Rolls obtuvieron el certificado Kosher por la unión ortodoxa.

## Sabores alternos
Además del Tootsie Roll tradicional de cacao, varios sabores adicionales han sido introducidos. Sabores como Tootsie de Frutas, que son: cereza, naranja, vainilla, limón, y lima. Estas variedades tienen envoltorios rojos, naranja, azul, amarillo y verde, respectivamente. En los "Tootsie Frooties" entraron varios sabores de fruta como: fresa roja, frambuesa azul, uva, manzana verde, plátano-baya, cereza lisa, golpe de frutas, limonada rosa, cerveza de raíz, arándano y sandía.

## En otros países
Los Tootsie Rolls se encuentran en Canadá, Egipto, México, Irlanda, Aruba, Reino Unido, Portugal, España, Francia, Italia, Indonesia, Filipinas, Corea del Sur, Panamá, Netherlands, Polonia, Dinamarca, Noruega, Singapur, Suecia, Finlandia, Austria, Australia, Nueva Zelanda, Costa Rica, El Salvador, Guatemala y Honduras.